# Борис Вжесневський
Бори́с Вжесне́вський  (англ. Borys Wrzesnewskyj; нар. 10 листопада 1960, Етобіко, Онтаріо, Канада) — канадський політик і філантроп українського походження.

## Біографія
Представник третьої генерації канадських українців. Закінчив публічну школу «Гамбер-Веллі Вілідж» (англ. Humber Valley Village Public School). Завершив вищі студії бакалавром комерції від «Триніті-коледж» при Торонтському університеті (англ. Trinity College, University of Toronto).
Власник хлібопекарної фірми Future Bakery, успадкованої від предків, і молочарської фірми M-C Dairy. Завідує родинним бізнесом з 22-го року життя. Названий серед 100 найуспішніших підприємців провінції Онтаріо журналом Ontario Business Journal.
Член Ліберальної партії Канади. З 2005 року представляє в Палаті громад Парламенту Канади виборчий округ «Етобіко-Центр» (англ. Etobicoke Centre), який значно заселений канадцями українського походження. У січні 2006 року вдруге виграв вибори в тому ж окрузі, одержавши понад 52 % голосів виборців (попри те, що Ліберальна партія програла у виборах).
Активно підтримував боротьбу за незалежність України (1988—1991) і перші кроки розбудови незалежної України.
Був членом групи канадських спостерігачів на президентських виборах в Україні 2004 року; нерідко виступав у канадійських ЗМІ з цього приводу.
Відомий за свою гуманітарну діяльність, зокрема допомогою дітям в Україні.
Борис Вжесневський був депутатом парламенту Канади від Ліберальної партії Канади каденції 2004-2011 років. В березні 2012-го року подав скаргу до суду, щодо нечесних виборів на його дільницях на виборах 2011-го року, коли йому не вистачило лише декількох голосів, щоб бути переобраним. Суд, призначений на травень 2012-го року, залишив результати виборів у силі.
Активно виступає за надання Канадою Україні летальної оборонної зброї, розширення економічної та технічної допомоги, а також за жорсткіші санкції проти Росії у зв'язку з анексією Криму та підтримку тероризму на сході України. Вважає, що т. зв. ДНР і ЛНР мають бути визнані терористичними організаціями на міжнародному рівні.

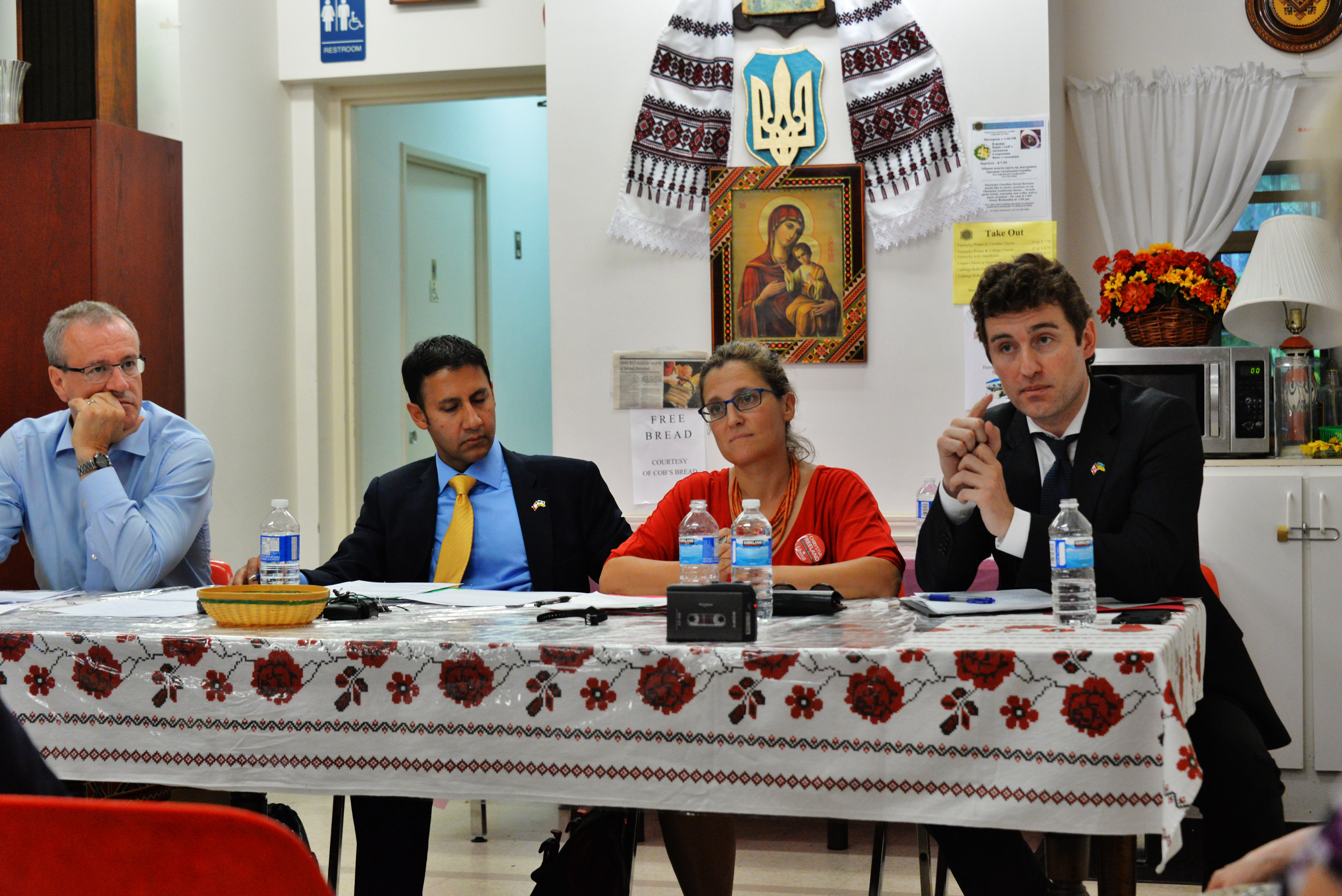
Борис Вжесневський, Аріф Вірані, Христя Фріланд та Іван Бейкер під час зустрічі з виборцями у Суспільній службі українців Канади, філія Торонто

На парламентських виборах 19 жовтня 2015 року Борис Вжесневський виграв у своєму окрузі, перемігши консервативного кандидата Теда Опіца. Він також зазначив, що час перебування Гарпера на посаді свідчив про «зростання міжнародного жартівливого настрою», і розкритикував те, як консерватори поводилися зі світовою кризою біженців. Опіц також зіткнувся з критикою за те, що з 2011 року витратив «більше 70 000 доларів США на рекламні листівки самообслуговування», у тому числі нібито під час виборів.
Його сестра, Руслана Вжесневська була віце-президентом Канадсько-української фундації (Canada Ukraine Foundation).
Наприкінці 2018 року Вжесневський оголосив, що не буде балотуватися на наступних виборах 2019 року.
Під час російського вторгнення в Україну (2022) Вжесневський допомагав організувати відправлення в Україну канадських волонтерів, які бажали долучитись до Інтернаціонального легіону територіальної оборони України.

## Нагороди
- Нагороджений орденом Ярослава Мудрого V ступеня (2006)[10].
- Нагороджений орденом Ярослава Мудрого IV ступеня (2022)[11]
- Нагороджений Шевченківською медаллю Конґресу Українців Канади (КУК) (2010).
- Відзнака Президента України — ювілейна медаль «25 років незалежності України» (22 серпня 2016) — за вагомий особистий внесок у зміцнення міжнародного авторитету Української держави, популяризацію її історичної спадщини і сучасних надбань та з нагоди 25-ї річниці незалежності України[12]
- 15 листопада 2014 року президент Польщі Броніслав Коморовський нагородив Вжесневського Кавалерським хрестом ордена «За заслуги» за те що він, серед іншого, виступав за скасування віз в Канаду для громадян Польщі та підтримав програму польської мови та літератури в Університет Торонто.[13]